# モジャイスク
座標: 北緯55度30分 東経36度02分 / 北緯55.500度 東経36.033度

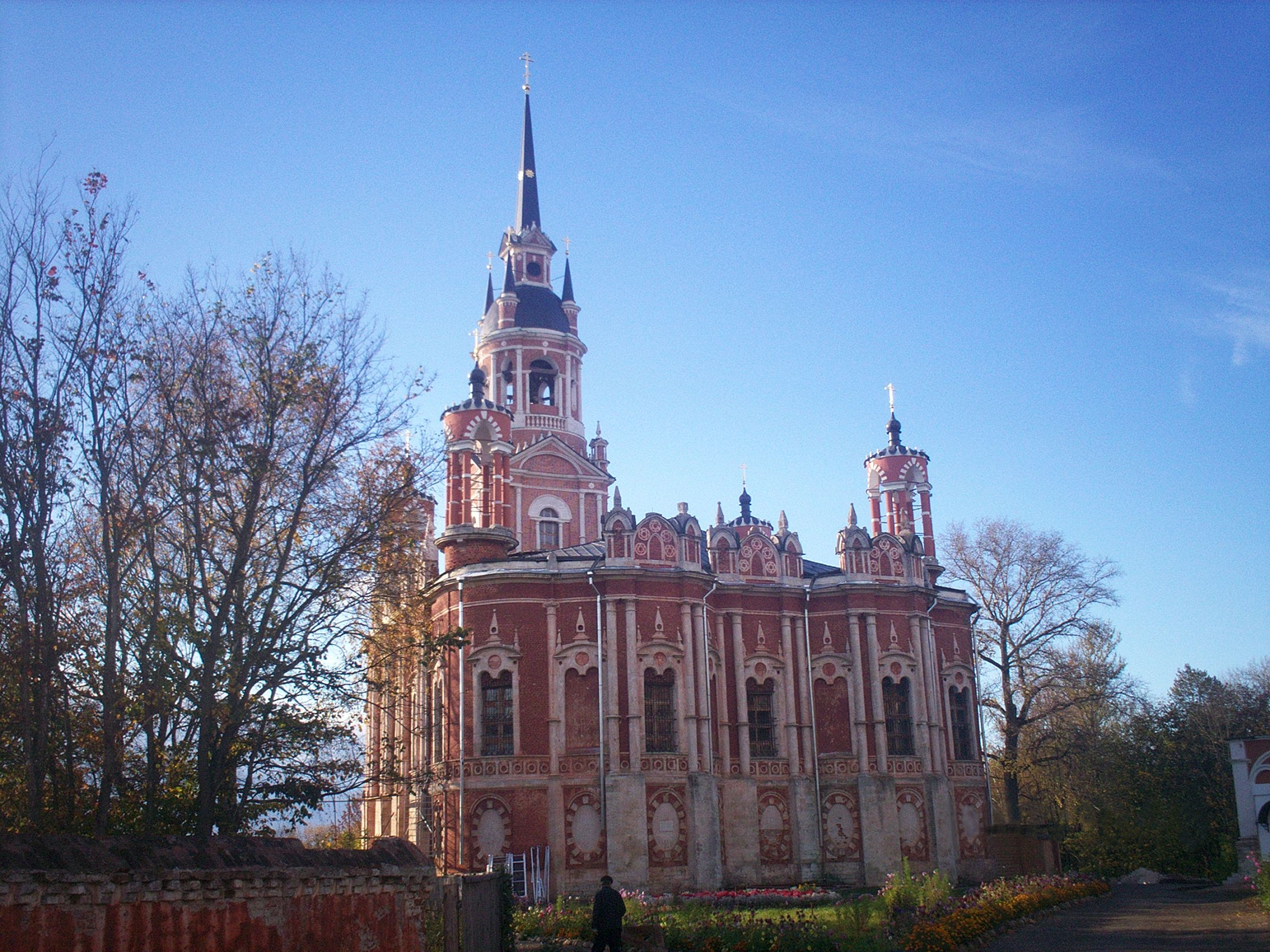
モジャイスクの新聖堂（1802年–1814年 建設）

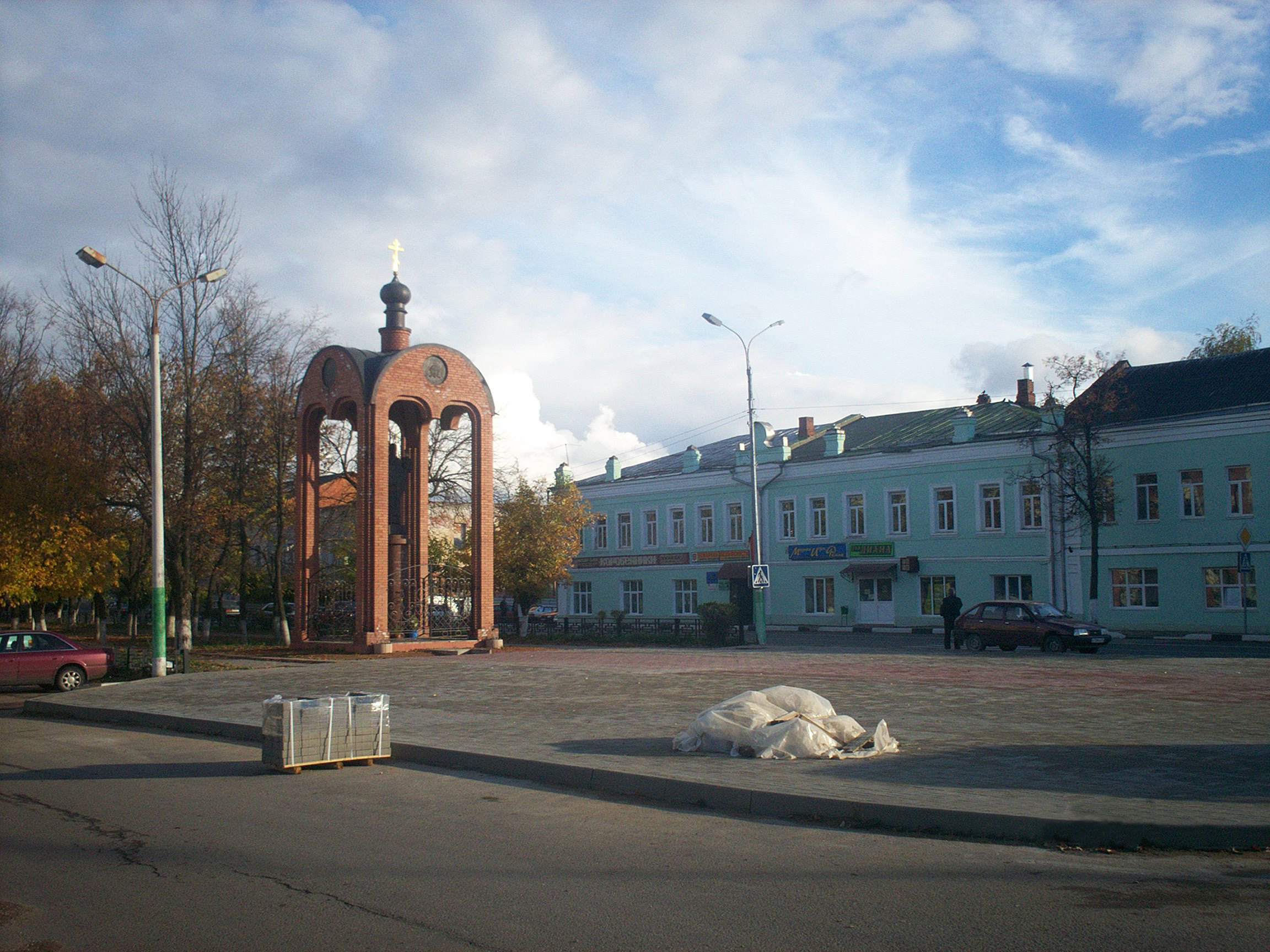
モジャイスク市街地

モジャイスク（ロシア語: Можайск, Mozhaysk）は、ロシアのモスクワ州の古都。人口は3万3880人（2021年）。モスクワの西110kmに位置する。モスクワとスモレンスク、ポーランドを結ぶ東西方向の商業路の、またノヴゴロドやトヴェリとロシア南部とを結ぶ南北方向の商業路の中継都市として発展した。モスクワ川とモジャイカ川の合流地点にある。
文献で最初に存在が確認できるのは、1231年であり、その時にはチェルニーゴフ公ミハイルの領地としてであった。モンゴルの攻撃の後、スモレンスク公国の所領になり、1303年にモスクワのユーリー（ユーリー・ダニーロヴィチ）により攻め落とされモスクワ大公国の支配下に入った。しかしその後、14世紀半ばにはルーシへ勢力を拡大したゲディミナス朝リトアニア大公国のアルギルダスとの間で激しい争奪の対象となった。1493年まで、モジャイスク公には代々のモスクワ大公の弟が就いている。
モジャイスクはモスクワと西方を結ぶ商業の町である一方、西からモスクワへ攻め入る外敵に対する防御の場でもあった。17世紀初頭の動乱時代（スムータ）にはロシア・ポーランド戦争が起こり、モスクワへ攻め込むポーランド・リトアニア共和国軍に蹂躙された。ポーランド軍追放のために立ちあがったドミトリー・ポジャルスキー率いる義勇軍は、1612年8月21日から24日にかけ、モジャイスクでポーランド・リトアニア軍と戦闘を行った。1812年ロシア戦役では、1812年9月7日にナポレオン・ボナパルト率いる大陸軍とロシア軍とのボロジノの戦いがモジャイスクの12km先のボロジノ村で起こっている。ナチス・ドイツとの間の独ソ戦（「大祖国戦争」）では、ドイツ国防軍は1941年10月16日に多大な犠牲を払ってモジャイスクを占領し、モスクワ手前の最終防衛線までの進路を切り開いた。その後1942年1月20日には赤軍が奪回している。
モジャイスクのクレムリン（城塞）には、14世紀初頭に最初の石造の聖堂が建てられた。この聖堂は1849年に解体修理をされている。1814年にはこれよりも大きなゴシックリバイバル様式の赤レンガの大聖堂が建設された。その他、聖イオアキムと聖アンナ聖堂は15世紀初頭に建設された聖堂をもとにしており、部分的に15世紀当時の姿を残す。聖フェラポントが1408年に開設した修道院も重要な見どころである。